# Tanystylum intermedium
Tanystylum intermedium är en havsspindelart som beskrevs av Cole, L.J. 1904. Tanystylum intermedium ingår i släktet Tanystylum och familjen Ammotheidae. Inga underarter finns listade i Catalogue of Life.